# Beaumarquet à bec rouge
Pytilia lineata
Espèce
Le Beaumarquet à bec rouge (Pytilia lineata) est une espèce de passereaux appartenant à la famille des Estrildidae.